# Landshövdingar i Gävleborgs län
Landshövdingen i Gävleborgs län är chef för Länsstyrelsen i Gävleborgs län. Landshövdingen blir under sin ämbetstid även ståthållare på Gävle slott och ingår därmed i de Icke tjänstgörande hovstaterna vid Kungliga hovet.

## Lista över landshövdingar
- 1762–1763: Fredrik Henrik Sparre
- 1763–1772: Carl Sparre
- 1773–1781: Nils Philip Gyldenstolpe
- 1781–1812: Fredrik Adolf Ulrik Cronstedt
- 1812–1813: Salomon von Rajalin, friherre
- 1813–1843: Erik Samuel Sparre, greve
- 1843–1853: Lars Magnus Lagerheim
- 1853–1861: Lars Adolf Prytz
- 1861–1883: Gustaf Ferdinand Asker
- 1883–1899: Carl Adolf Theodor Björkman
- 1899–1900: Theodor Odelberg
- 1900–1918: Hugo Hamilton
- 1908–1911: Carl Mathias Ström (tillförordnad)
- 1911: Oscar von Sydow (tillförordnad)
- 1918–1922: Robert Hagen
- 1922–1941: Sven Lübeck
- 1923–1924 och 1928–1930: Oskar Rydin (tillförordnad)
- 1941–1950: Rickard Sandler
- 1950: Gösta Finngård (tillförordnad 6 månader)
- 1950–1954: Elon Andersson
- 1954–1962: John Lingman
- 1962–1963: Yngve Mattsson (tillförordnad)
- 1962–1971: Jarl Hjalmarson
- 1971–1986: Hans Hagnell
- 1986–1992: Lars Ivar Hising
- 1992–2002: Lars Eric Ericsson
- 2002–2003: Monica Robin Svensson (tillförordnad 6 månader)
- 2003–2008: Christer Eirefelt
- 2008–2015: Barbro Holmberg[2]
- 2015–2024: Per Bill
- 2024–2025: Veronica Lauritzsen (tillförordnad)[3]
- 2025–        : Carina Ståhl Herrstedt[4]